# Sleigh Ride in July
Sleigh Ride in July (dt. „Schlittenfahrt im Juli“) ist ein Lied aus dem Film Belle of the Yukon (1944). Es wurde komponiert von Jimmy Van Heusen mit einem Text von Johnny Burke.

## Hintergrund
Der Film Belle of the Yukon handelt vom Goldrausch in Amerika. Die Musik zu dem Film wurde vom Songwriting-Duo van Heusen und Burt komponiert, die im Jahr zuvor einen Oscar für Swinging on a Star aus Der Weg zum Glück erhielten. Es war daher abzusehen, dass sie auch für ihre neueste Arbeit eine Nominierung erhalten würden. In The Belle of Yukon gab es zwei Lieder, beide gesungen von Dinah Shore, die sich dafür eigneten, Like Someone in Love und Sleigh Ride in July. Letztlich entschied sich die Jury für Sleigh Ride in July. Es verlor aber gegen It Might as Well Be Spring von Richard Rodgers und Oscar Hammerstein aus dem Film Jahrmarkt der Liebe. Beide Lieder wurden noch im selben Jahr von Bing Crosby interpretiert, wobei Sleigh Ride in July die A-Seite und Like Someone in Love die B-Seite wurde. Ebenso veröffentlichte Dinah Shiore mit Tommy Dorsey die Single, wobei jedoch nur Sleigh Ride in July erfolgreich wurde.
Eine weitere Version des Songs stammte von Julie London für ihr Album Calendar Girl. Die Lieder auf dem Album sind nach den Jahreszeiten sortiert und Sleigh Ride in July ist damit das Lied für den Juli. Die dazugehörige Illustration zeigt Julie London in einem knappen Uncle-Sam-Outfit auf einem Barhocker mit einer großen Stange Dynamit in der Hand.

## Text
Der Text handelt von einem Mädchen, das im Juli an der Nase herumgeführt wird. Trotz Liebesversprechen hält die Romanze nicht sehr lange vor und das Mädchen ist enttäuscht aufs Glatteis geführt worden zu sein.